# Jurisprudence des principes
 (février 2012).
La jurisprudence des principes ou jurisprudence des valeurs est une école moderne de la philosophie du droit.
Elle est la troisième école du positivisme juridique, après la jurisprudence des concepts et la jurisprudence des intérêts. Elle est une des divisions du juspositivisme, lui-même partie de la grande division des écoles juridiques (opposition positivisme-naturalisme).

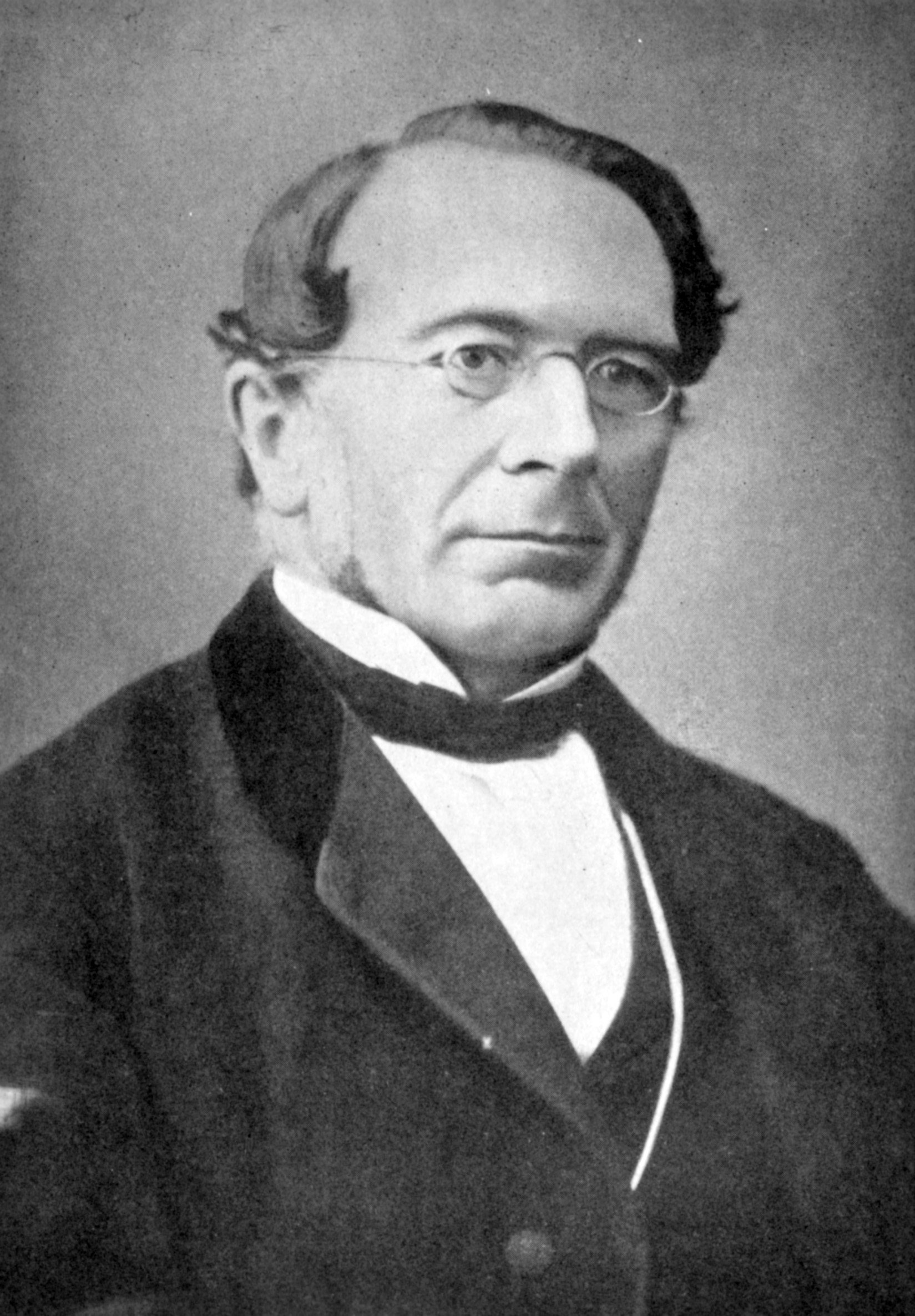
Rudolf von Ihering, philosophe de la jurisprudence des concepts

## Historique
Les juristes allemands du début du XXe siècle ont séparé le positivisme juridique en plusieurs niveaux. Le premier niveau est celui de la «jurisprudence des concepts» (Begriffjurisprudenz). En cas d'insuffisance des concepts, il est fait appel aux intérêts collectifs («jurisprudence des intérêts», Interessenjurisprudenz) et enfin à l'ordre social ou «jurisprudence des principes» (Wertjurisprudenz ou Wertungsjurisprudenz).

## Les contradictions du positivisme juridique
Le positivisme juridique se matérialise depuis la fin du XIXe siècle jusqu'à nos jours. Un de ses attributs est la compréhension du droit comme une institution dogmatique, c'est-à-dire une imposition de l'homme sur l'homme, en contrepoint à l'école antérieure, nommée jusnaturalisme, qui entendait le droit comme résultat de sources métaphysique-rationalistes et scientifiques (conséquences naturelles des conclusions des autres sciences et de l'œuvre de Dieu).

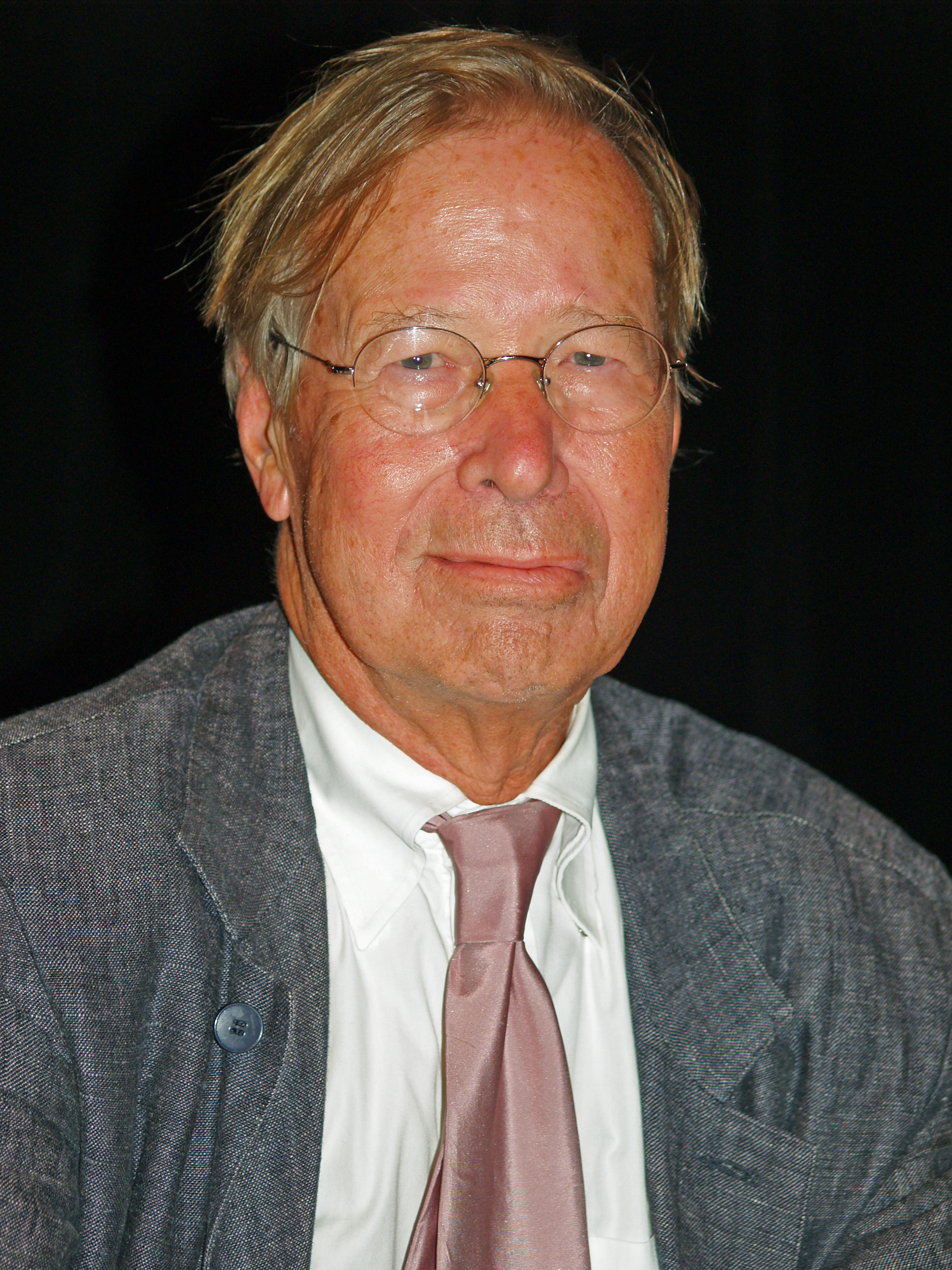
Ronald Dworkin, philosophe de la jurisprudence des valeurs

## La caractérisation de la jurisprudence des valeurs
Quelques philosophes tels que Larenz ont traité des contradictions du positivisme juridique.
Par conséquent, l'interprétation du droit est[Quand ?] dans une phase de transition, internationalement. Cette période est marquée par la prédominance, parmi les philosophes du droit, d'une école de pensée juridique appelée jurisprudence des valeurs ou jurisprudence des principes. Plusieurs auteurs considèrent la jurisprudence des valeurs similaire au post-positivisme. Cette école est définie dans plusieurs livres et sites du monde entier, elle est un objet d’études dans les académies de droit,.

## Les écoles dans le monde francophone
La jurisprudence des valeurs est étudiée et pratiquée au Canada et en France,,. Elle est également remarquée lors de l'usage des principes généraux du droit.
L'Université des études académiques présente également ce thème dans un contexte universel et français,.
Les traductions françaises de Jhering traitent également de la jurisprudence des concepts et Savigny et pour la jurisprudence des intérêts de Philipp Heck.

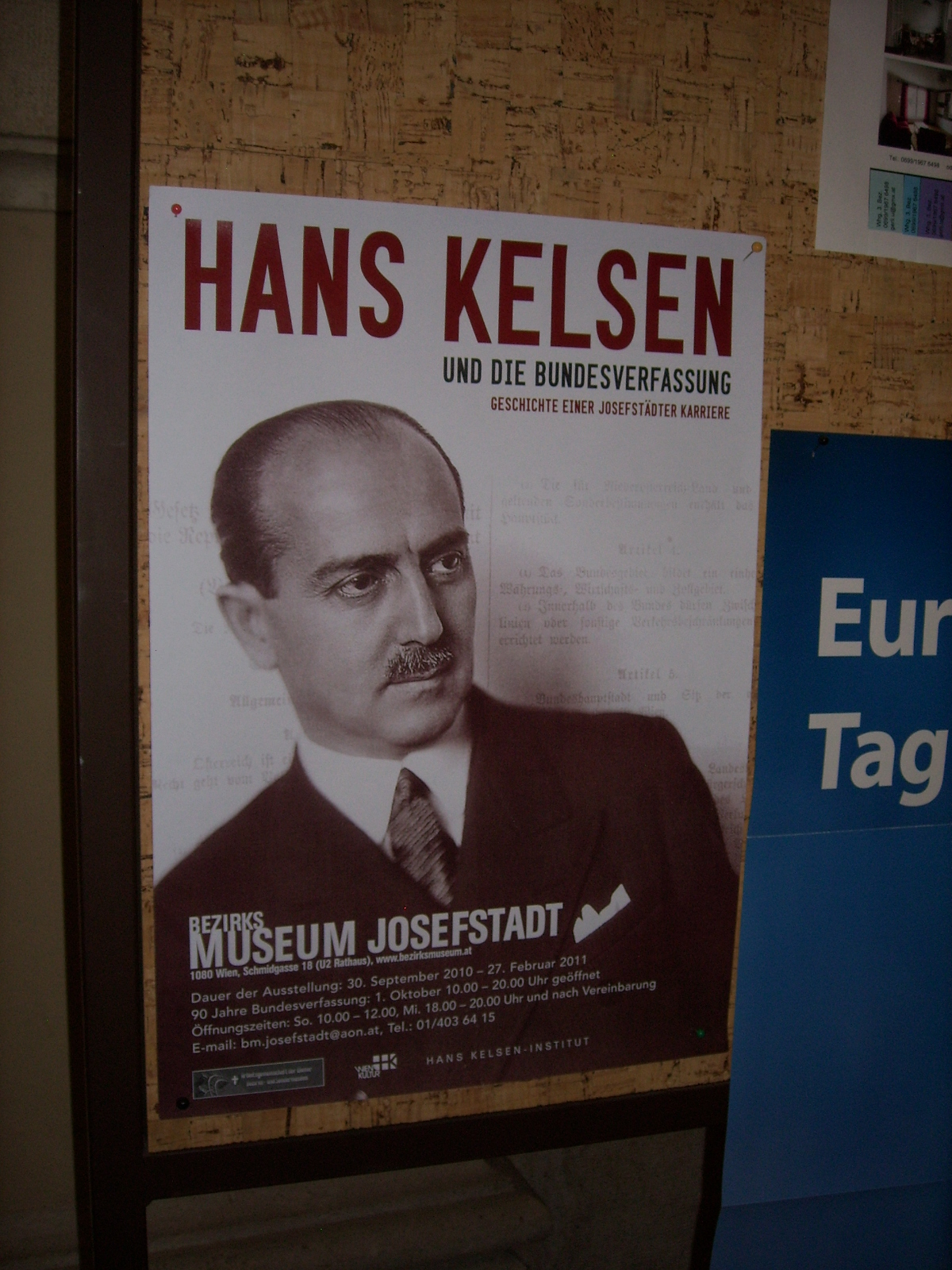
Hans Kelsen, fondateur du positivisme juridique

## Règles et principes
Cette forme de penser le droit a plusieurs caractères qui influent directement sur la vie juridique de la société. Parmi ces influences, on aperçoit une modification significative relative au respect et complément des principes constitutionnels. On doit considérer que la jurisprudence des valeurs fait une division de normes juridiques en règles et principes. Au contraire de la règle, le principe est plus subjectif et l’interprétation traditionnelle lui donnait moins d'importance. Les philosophes de la jurisprudence des valeurs affirment qu'elle essaie de donner une efficacité aux principes juridiques en sa répercussion dans la société et dans l'achèvement des idéaux qui ont fait le législateur les éditer. Par exemple, les principes de l'égalité, de la dignité, de la liberté peuvent, selon ces auteurs, faire la différence lors de l’interprétation d'un énoncé légal.

## Conséquences de l'école pour la société
La jurisprudence des valeurs caractérise une forme d'entendement des concepts d'incidence et de l'interprétation de la norme juridique, ainsi que sa division en règles et principes, et concepts comme l'égalité, la liberté et la justice. Cette école-ci est largement citée par de nombreuses sources, de diverses origines.

## L'incidence de la norme juridique
Au monde, il y a des faits, qui s'attachent ou pas au droit. Dans ce monde factuel, la norme juridique a des incidences. Suivant Pontes de Miranda, «La règle juridique est la norme avec laquelle l'homme, en train de vouloir subordonner les faits à certain ordre et prévision, […] essaie de distribuer les biens de la vie».
L'incidence en philosophie, en technologie de l'information et en logique mathématique est passée du général au particulier, de la classe à l'instance, de l' ensemble à l'élément.